# الحزب الإشتراكي الشعبي
الحزب الاشتراكي الشعبي (بالبرتغالية: Partido Popular Socialista ‏) هو حزب سياسي برازيلي، أسس في 19 مارس 1992.

## أعضاء بارزون
- كود سباركل
- تحديث القائمة

- إيتامار فرانكو
- Ciro Gomes (1996 - 2005)
- Cristovam Buarque (2016 - )
- João Batista de Andrade
- روبرتو فريري
- Ivo Cassol (2005 - 2009)
- Stepan Nercessian
- Alessandro Vieira (2018 - )
- Humberto Souto
- Ilderlei Cordeiro